# Ерік Райсснер
Е́рік Ра́йсснер (нім. і англ. Max Erich "Eric" Reissner; 5 січня 1913, Аахен — 1 листопада 1996, Ла-Хоя, Каліфорнія) — німецький і американський інженер-механік.
Е. Райсснер відомий у механіці деформівного твердого тіла як співавтор теорії пластин Міндліна-Райсснера. Нью-Йорк таймс (1996) згадує його як «математика, чия робота в галузі прикладної механіки допомогла розширити теоретичне розуміння того, як тверді об'єкти ведуть себе у напруженому стані, і призвела до прогресу як у цивільній, так і в аерокосмічній інженерії».

## Життєпис
Народився у сім'ї відомого авіаційного інженера Ганса Якоба Райсснера. Закінчив Берлінський технічний університет, де здобув у 1938 році науковий ступінь у галузі цивільного будівництва.
У 1937 році емігрував до США, з 1938 року працював в Массачусетському технологічному інституті. Займався теорією пружності неізотропних матеріалів, захистив дисертацію «Внесок у теорію пружності неізотропних матеріалів» (англ. Contributions to the Theory of Elasticity of Non-Isotropic Materials) під керівництвом математика Дірка Стройка.
Набув громадянства США у 1945 році.
Викладав математику. У 1947 році став професором прикладної математики.
З 1948 до 1955 року працював у НАСА, у 1956—1957 роках у компанії Lockheed_Martin. У 1970 році став професором прикладної механіки та інженерної науки в Університеті Каліфорнії у Сан-Дієго, а у 1979 році вийшов на пенсію.
Був членом Американського інституту аеронавтики і астронавтики (AIAA), Американського товариства інженерів-будівельників (ASCE), Американської академії мистецтв і наук (AAAS), Американського товариства інженерів-механіків (ASME) та Національної інженерної академії (NAE).

## Почесні звання та нагороди
- Медаль ASME (1988).
- Медаль Т. Кармана (1964).
- Медаль Тимошенка (1973).
- Почесний доктор Ганноверського університету.
- Почесний член Товариства прикладної математики і механіки (GAMM).

## Вибрані публікації
- William Ted Martin, Eric Reissner Elementary differential equations. Addison-Wesley Publishing Company, 1956; 1961.
- Eric Reissner Selected Works in Applied Mechanics and Mathematics 1996.
- E. Reissner The Effect of Transverse Shear Deformation on the Bending of Elastic Plates, ASME Journal of Applied Mechanics, Vol. 12, 1945, pp. A68–A77
- Reissner, Eric On bending of elastic plates. Quarterly of Applied Mathematics 5.1 (1947): 55–68.
- Reissner, Eric On a variational theorem in elasticity. Studies in Applied Mathematics 29.1–4 (1950): 90–95.
- Lin C. C., Reissner E., Tsien H. S On two-dimensional non steady motion of a slender body in a compressible fluid // J. Math. and Phus. 1948. V. 27, No 3